# Loutrá
Loutrá (en grec moderne : Λουτρά ou Λουτρά Ρεθύμνου) est un village d'origine médiévale de Crète, dans le district régional de Rethymnon et rattaché à la municipalité d'Arkádi.
Le village est situé à 2 km de la baie de Réthymnon et à 8 km de la ville de Réthymnon.